# 德累斯顿银行

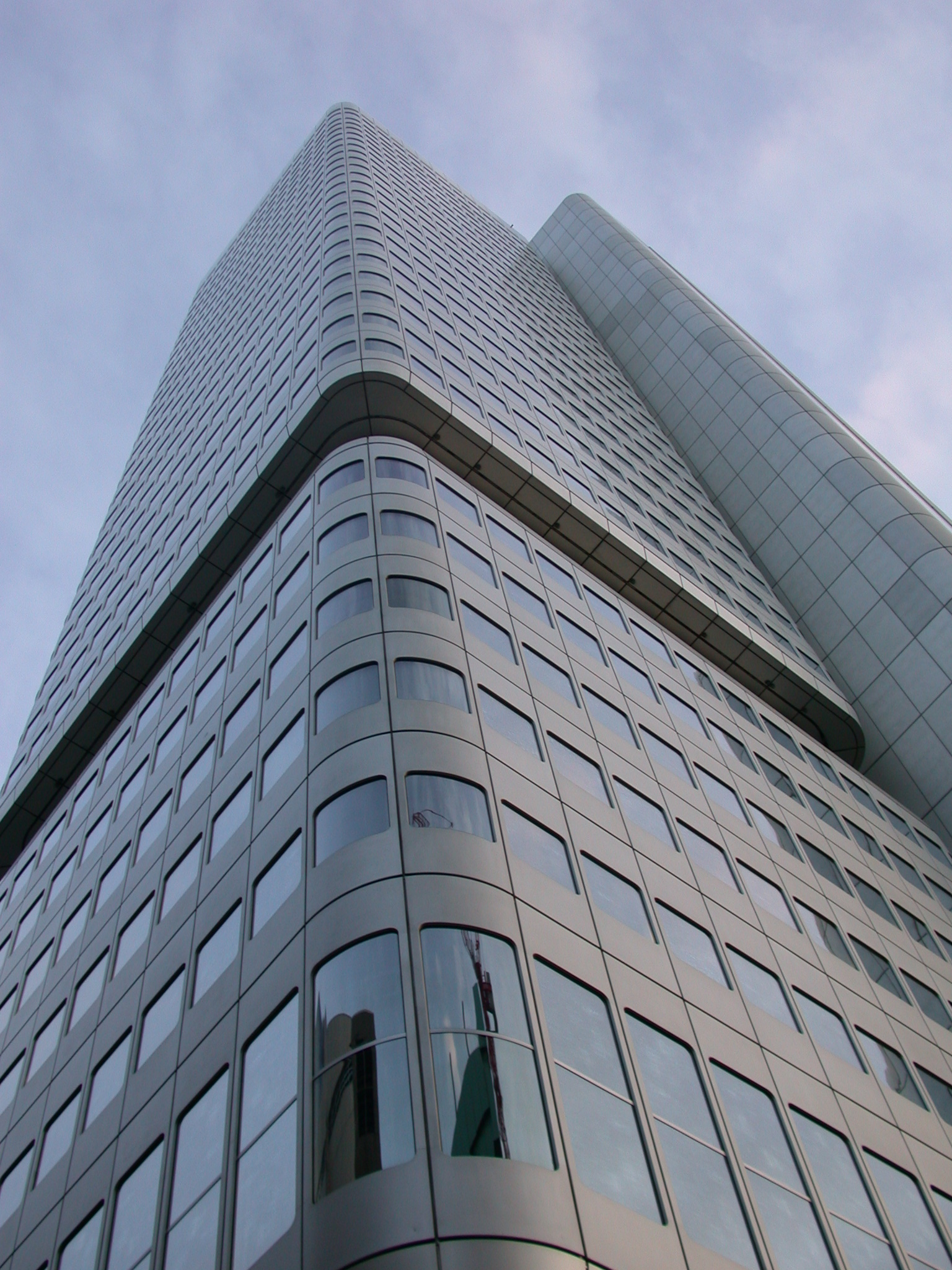
1978年建造的德累斯顿银行大厦“银色大厦”，法兰克福的德累斯顿银行总部的一部分

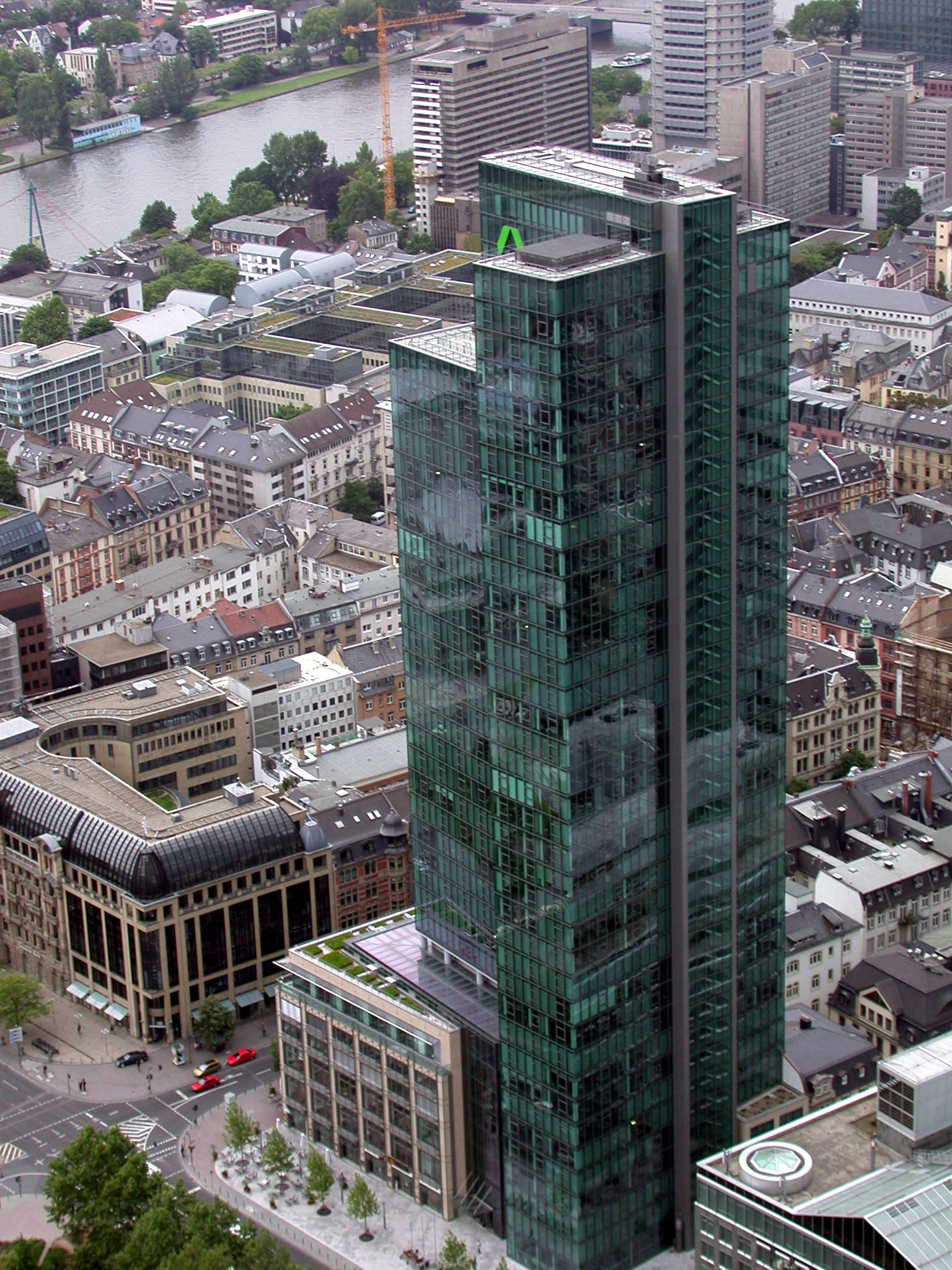
伽利略大厦，2003年集团总部扩建部分

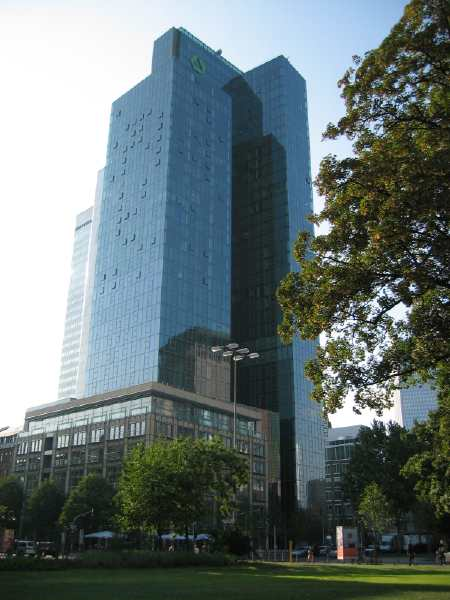
2003年完工的伽利略大厦

德累斯顿银行股份公司（德語：Dresdner Bank，简称“德累斯顿银行”）是德国与德意志银行、德国商业银行并列的三大银行之一，是世界500强之一。1995年并购克莱沃特-本森（Kleinwort Benson），2001年并购Wasserstein Perella & Co.，组建成其投资银行部门：德累斯顿-克莱沃特（Dresdner Kleinwort）。2002年被安联公司购并，成为其全资子公司。
2008年9月1日德國商業銀行以98億歐元（1123.2億港元）144億美元收購德累斯顿银行將分2階段收購。首先，會以發行新股及現金收購60.2%的德累斯顿银行股份，然後到了2009年才會收購尚未持有的股權。為了完成交易，商業銀行同意將旗下的Cominvest資產管理業務轉售予Allianz SE，作價6億歐元。
在購併完成後，Allianz將擁有Commerzbank 30%的股份。

## 集团所属业务和公司

### 德利佳华
德利佳華为德累斯顿银行的投资银行部门，1995年并入集团康采恩，分支机构位于法兰克福和伦敦。

## 广告与营销
早年间一条著名的公司口号：“Mit dem grünen Band der Sympathie.”——与热情的绿色团队在一起。该银行的主色调绿色至今仍为公司的形象识别。
大象形状的“Drumbo”（一种塑料的或者瓷制扑满，储钱罐）更加广为流传，它的名字总是被人与“德累斯顿银行”和“Dumbo”（笨瓜）联系起来。

## 网络链接
- 德累斯顿银行简史 （页面存档备份，存于）
- 母公司安联网页 （页面存档备份，存于）